# Kajaki (film)
Kajaki także Kilo Two Bravo – brytyjsko-jordański dramat wojenny z 2014 w reżyserii Paula Katisa, o grupie brytyjskich żołnierzy uwięzionych na polu minowym w Afganistanie.
Film miał swoją premierę 12 listopada 2014. Był nominowany do nagrody BAFTA za najlepszy debiut brytyjskiego scenarzysty, reżysera lub producenta w 2014. W 2015 Paul Kutis otrzymał British Independent Film Awards dla najlepszego producenta roku. Szkocką BAFTĘ dla najlepszego aktora otrzymał 15 listopada 2015 David Elliot za rolę Marka Wrighta.

## Fabuła
Film oparty na faktach. We wrześniu 2006 stacjonująca w Afganistanie grupa żołnierzy brytyjskich wyrusza na patrol po dnie suchego koryta rzeki. Jeden z nich nieszczęśliwie następuje na sowiecką minę, która wybucha. Eksplozja zapoczątkowuje lawinę następujących po sobie wybuchów, w których trzech towarzyszy traci nogi, inni zaś odnoszą poważne zranienia. W pobliżu znajduje się posterunek talibów.

## Obsada
W filmie wystąpili:
- David Elliot jako Mark Wright
- Mark Stanley jako Tug Hartley
- Scott Kyle jako Stu Pearson
- Benjamin O’Mahony jako Stu Hale
- Bryan Parry jako Jonesy
- Liam Ainsworth jako Andy Barlow
- Andy Gibbins jako Smudge
- John Doughty jako Dave Prosser
- Paul Luebke jako Jay Davis
- Robert Mitchell jako Faz Farrell
- Jon-Paul Bell jako Luke Mauro
- Malachi Kirby jako Snoop